# 猿酒
猿酒（さるざけ）は、木の洞や岩の窪みなど自然界で発見される、人の手が加わっていない酒のことである。

## 概説
猿が溜め込んだ果実が発酵したものと理解されて、猿酒やましら酒と呼ばれる。
ただし「野生のサルが食料を貯蔵する習性はないとされている。したがって猿酒は存在しないと考えてよい」との説もある。そもそも自然界には酵母が多く存在しているため、果実が自然に落下しただけでも発酵することはある。
サルナシはサルがこの果実を猿酒にしたとされることから名づけられた。
類似した伝説としてはミサゴが魚を巣に溜め込み、自然発酵させたといわれる「鶚鮨（みさごずし）」がある。
秋田県横手市の伝説には、サルを加工して作られたとされる猿酒というものが伝えられる。
日本の古語では果実酒をさす。晩秋の季語でもある。
日本で飲まれる酒の多くが米や麦など穀物を原料とするものだが、樫や椎の実（団栗）のようなでんぷん質の多い果実を発酵させて得る酒を、他の酒と区別して猿酒といった。かなり甘みが強い素朴な風味の酒である。
タンザニアにタケノコ（竹）の樹液が自然発酵して得られるウランジ(ulanji)と呼ばれる酒がある。これは、竹藪に訪れる鳥が異常な行動をすることから発見されたとされる。日本では、ウランジを竹酒と翻訳することもある。

## 野生動物の飲酒
イギリスでは、発酵した果実をついばんだ野鳥が「酔っ払い飛行」をして衝突死するという事件があった。
ギニアでのオックスフォード・ブルックス大学の研究によれば、現地住民がラフィアヤシの樹液を採取した穴に残った樹液が自然発酵したヤシ酒をチンパンジーがスポンジ状の木の葉を使って飲んでおり、親しい仲間同士での「飲み会」も行われるという。これはアルコールの摂取に関する、人類と類人猿の進化の系譜について貢献する内容である。
上記の脚注記事では「発酵したリンゴを食べて酔うスウェーデンのヘラジカや、カリブ海の島セントキッツで観光客のカクテルを盗み飲むサル」についても言及されている。
また夏季をはじめとする温暖な気候下での樹液も温度や雨後によって水分が当たるなどの条件によっては酵母による発酵もしやすく、カブトムシ、クワガタ、カナブンなどの甲虫類やハチ類、蝶類やアリ類など樹液や糖分を好む昆虫の誘因にもなっている。